# Solenopsis provincialis
Solenopsis provincialis es una especie de hormiga del género Solenopsis, subfamilia Myrmicinae.